# ديفيد حامد
ديفيد حامد (بالإنجليزية: David Hamid)‏ هو قسيس بريطاني، ولد في 18 يونيو 1955 في غلاسكو في المملكة المتحدة.